# Українці Нідерландів
Українці в Нідерландах — українці третьої та четвертої хвиль еміграції та їхні нащадки, що проживають в Нідерландах. В Нідерландах діє «Об'єднання українців у Голландії», яким керував професор Омелян Кушпета.

## Історія діаспори

### Третя хвиля
1950-60-ті роки стали періодом активізації зусиль, спрямованих на об'єднання та організацію української громади в Нідерландах, які завершилися створенням єдиної «парасолькової» організації під назвою «Спілка українців Нідерландів». Метою цього об'єднання стало підтримання зв'язків між українцями, проведення спільних культурних заходів. З часом діяльність цієї організації поступово пригасла, що було пов'язано зі старінням та відходом від справ її активних членів. На сьогодні справи української громади ведуться лише окремими особами, які продовжують їх переважно самостійно.

### Четверта хвиля
Основну масу четвертої хвилі в Нідерландах становить, зазвичай, молодь, яка на початку 90-х років приїхала задля навчання, в пошуках роботи або ж взявши шлюб. На відміну від повоєнної, у новітньої діаспори зберігаються набагато ширші й тісніші зв'язки з рідними та знайомими в Україні та переважно об'єктивніше та повніше розуміння становища в Україні. Це прошарок економічно активних людей, які (або члени їхніх сімей з числа бельгійців, нідерландців та люксембуржців) займають дедалі важливіші ніші у соціально-економічному житті країни. У перспективі це може дати їм можливість сформувати діаспору, яка більш ефективно просуватиме інтереси України в економічній, науковій, культурній сферах, розповсюдженні об'єктивної інформації про ситуацію в Україні тощо[джерело?].

## Географія діаспори
Місцями компактного проживання та перебування громадян України є передусім великі міста Нідерландів та східна частина країни: Амстердам, Роттердам, Гаага, Хенгело, а також міста із переважаючим студентським населенням — Утрехт, Лейден, Гронінген і Ейндховен.

## Інформаційний простір
Україномовні друковані засоби масової інформації або телеканали відсутні в Нідерландах. Понад 10 років видається щоквартальний часопис «Журнал Україна/Oekraine Magazine» нідерландською мовою, який читають як українці, так і нідерландці, що цікавляться життям нашої держави. Журнал випускається нідерландцями на волонтерських засадах і є неприбутковим проектом. Редакційна колегія складається з 5 редакторів з Роттердама, Утрехта та Брюсселя (Бельгія), які також входять до нідерландсько-української громадської організації «Платформа співробітництва Україна-Нідерланди». Активними дописувачами журналу є нідерландські українці, які обізнані з ситуацією в обох країнах.

## Культура
В Нідерландах існує багато українських художніх колективів, активними учасниками яких є як українці, так і нідерландці. Найвідоміші з них: Візантійський чоловічий хор з Утрехта, Хор ім. Лисенка, ансамбль народної пісні і танцю «Русалка», ансамбль «Червоні коралі», а також окремі сольні виконавці.

## Освіта
Функціонує Українська суботня школа «Веселка», створена під патронатом Посольства України. Управляє школою Фонд «Україна культураліз» (Stichting Oekraïne Culturalis). З листопада 2012 Українська суботня школа «Веселка» переїхала до Форбургу (Fransstraat 16, 2274 AX Voorburg). У сучасних Нідерландах є понад 4 тис. українців, які бажають щоб їхні діти відвідували українську суботню школу.
Окрім цієї школи в Нідерландах функціонує ще 13 шкіл вихідного дня.
2. Недільна школа «Джерело» (Фундація «Українці в Нідерландах»), місто Amstelveen.
3. Суботня школа «Вулик» (Фундація «Українці в Нідерландах»), місто Eindhoven.
4. Недільна школа «Дзвіночок» (Фундація «Українці в Нідерландах»), місто Rotterdam.
5. Недільна школа «Барвінок» (Фундація «Українці в Нідерландах»), місто Utrecht.
6. Суботня школа «Дивосвіт»  (Фундація «Українці в Нідерландах»), місто Groningen.
7. Недільна школа (Фундація «Українці в Нідерландах»), місто Haarlem.
8. Суботня школа «Просвіта» (Фундація «Українці в Нідерландах»), місто Breda.
9. Суботня школа «Мальви»  (Фундація «Українці в Нідерландах»), місто Almere.
10. Недільна школа «Промінь» (Фундація «Українці в Нідерландах»), місто Zoetermeer.
11. Суботня школа «Світанок» (Фундація «Українці в Нідерландах»), місто Oegstgeest.
12. Суботня школа «Воля» (Фундація «Воля Україна»), місто Nijmegen. 
13. Суботня школа «Вишиванка» (Фундація «Український клуб»), місто Zaandam.
14. Суботня школа «Крила» (ініціатива осередку «Українська оселя»), місто Маастрихт.

## Організації української діаспори

### Українська громада в Нідерландах
Влітку 2007 було зареєстровано об‘єднання «Української громади в Нідерландах / Oekraënse gemeenschap in Nederland». Її керівниками стали 4 особи — громадяни Нідерландів, які є колишніми українськими громадянами. Головою об‘єднання обрано Ігоря Кириченка. Метою організації є об‘єднання зусиль всіх українців навколо розбудови в майбутньому Українського культурного центру зі своїм приміщенням, створення української недільної школи та організація гуманітарної допомоги в райони їхнього колишнього проживання в Україні, організація та участь в українських культурно-мистецьких заходах за кордоном.

Голови
- Брик Михайло (Bryk Michaël) [1922 — 1980]
- Семирозум Михайло. (Semyrozum M.)
- Кубаєвич (Kubajewycz)
- Кушпета Омелян (Kuschpèta Omelan) [1924 — 2005[3]]

Oekraënse gemeenschap in Nederland 

Waalhaven Noordzijd, 33

3087 BH, Rotterdam

### «Українці в Нідерландах»
Фундація «Українці в Нідерландах» була створена у лютому 2014 році і стала першою організацією в Нідерландах, яка надала офіційний статус українській громаді в Нідерландах. Є найактивнішим об’єднанням навколо якого гуртується переважна більшість представників української громади. Фундація сповідує ідеї активної інтеграції українців у нідерландське суспільство на підставах збереження власної ідентичності, можливості дотримуватися українських культурних і релігійних традицій та навчати цьому своїх дітей. Фундація «Українці в Нідерландах» є постійним членом Української Всесвітньої Координаційної Ради (УВКР), Світового Конгресу Українських Молодіжних Організацій (СКУМО), Світової Федерації Українських Жіночих Організацій (CФУЖО) та асоційованим членом Світового Конгресу Українців (СКУ).

Stichting «Oekraïners in Nederland»

Zomertaling 8

6601 DV Wijchen

KVK 60054050

ANBI 853747945

### Український Клуб
14 травня 2022 року відбулася перша зустріч Українського Клубу в Зандамі, в районі Пуленбург, в громадському центрі Лобелія.

OekraïenseClub

Rozengracht 6-8

1506 SC Zaandam

KVK 90065425

### Фонд Oekraine Culturalis
Фонд Oekraine Culturalis проводить українську суботню школу «Веселка», яка навчає дітей української мови, культури та історії, а також розвиває їхні творчі здібності.

Oekraine Culturalis 

Fransstraat 16

2274 AX Voorburg

KVK 52902625

## Відомі українці Нідерландів
- Світлана Азарова — українська, нідерландська композиторка.
- Мирослав Антонович — український співак (баритон), хоровий диригент і музикознавець. 1951 заснував Візантійський хор, керівником якого був до 1991. Заслужений діяч мистецтв України (1997).
- Михайло Брик — український письменник, вчений, педагог.
- Руслан Валєєв — футболіст, нападник.
- Ірина Горванко-Рейкен — диригентка Візантійського чоловічого хору. Здобула освіту за спеціальністю викладач музики в Прикарпатському університеті (Івано-Франківськ) та консерваторії в м. Тілбург (Нідерланди).
- Вікторія Кобленко — відома нідерландська актриса, журналістка, телеведуча, студентка політологічного факультету Лейденського університету. Представниця міжнародних благодійних фондів Амнесті Інтернешнл, ЮНІСЕФ, Доктори без кордонів. Як представниця нідерландського гуманітарного фонду «Супутник» бере участь в організації Днів України в Нідерландах та багатьох гуманітарних проектах, пов'язаних з Україною.
- Олена Копаничук — солістка нідерландської оперної трупи Capriccio, солістка українського народного ансамблю «Русалка» (Нідерланди). Закінчила Київський університет культури і мистецтв.
- Омелян Кушпета — нідерландський економіст українського походження.
- Євген Левченко — гравець нідерландського футбольного клубу «Віллем ІІ» (Willem ІІ), член Національної збірної України з футболу. Представник нідерландського фонду допомоги дітям «Подих / Breath» в Україні.
- Максим Шалигін – українсько-нідерландський композитор, диригент та виконавець.